# Kampeškové dřevo

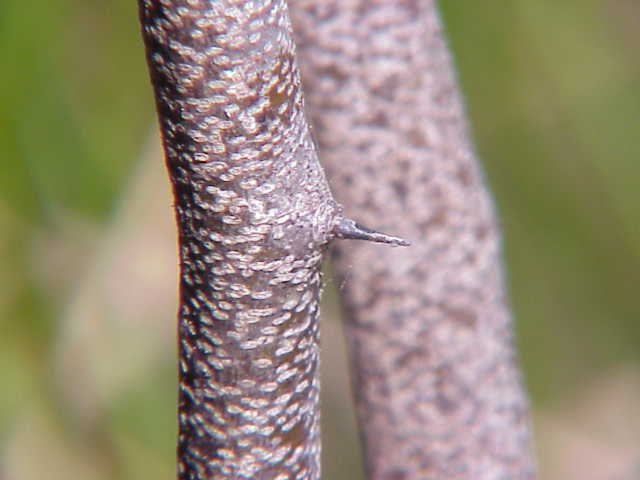
Haematoxylon campechianum

Kampeškové dřevo je barevné dřevo kreveně obecné (Haematoxylum campechianum) z čeledi bobovitých, stromu pocházejícího z tropické Střední Ameriky. Dřevo je z  vnějšku modročerné, uvnitř červenohnědé. Obsahuje až 12 % bazického barviva hematoxylinu. Extrakt z kampeškového dřeva se používá jako mořidlo či dříve jako přísada do inkoustu. Hematoxylin má široké využití k barvení biologických preparátů.
Název je odvozen od názvu mexického státu Campeche.